# Museu Nacional de Daegu
O Museu Nacional de Daegu é um museu nacional localizado em Suseong-gu, na cidade de Daegu, Coreia do Sul. Foi inaugurado em 7 de dezembro de 1994. Conta com aproximadamente 30.000 artefatos em seu acervo. Sua principal coleção é composta de objetos arqueológicos de Daegu e Gyeongsang do Norte.

## Estrutura
O museu é composto por dois andares com três salas de exibição. Uma sala para exibições especiais, uma sala para experimentos e estudos e um estúdio audiovisual e biblioteca. Na Galeria de Arqueologia, é possível ver algumas peças que vão desde a Era Neolítica até o período dos Três Reinos em uma ordem cronológica. Na Galeria de História da Arte, é possível aprender sobre a cultura budista da província de Gyeongsangbuk-do com estátuas do Buda, esculturas e artesanatos budistas. Na Galeria da Vida Tradicional é possível conhecer a cultura Seonbi e as crenças e rituais da área Yeongnam, bem como a estrutura das casas tradicionais da Coréia do Sul.
A sala de exibições especiais possui 360 lugares e o estúdio audiovisual possui 98 lugares.